# 1937년

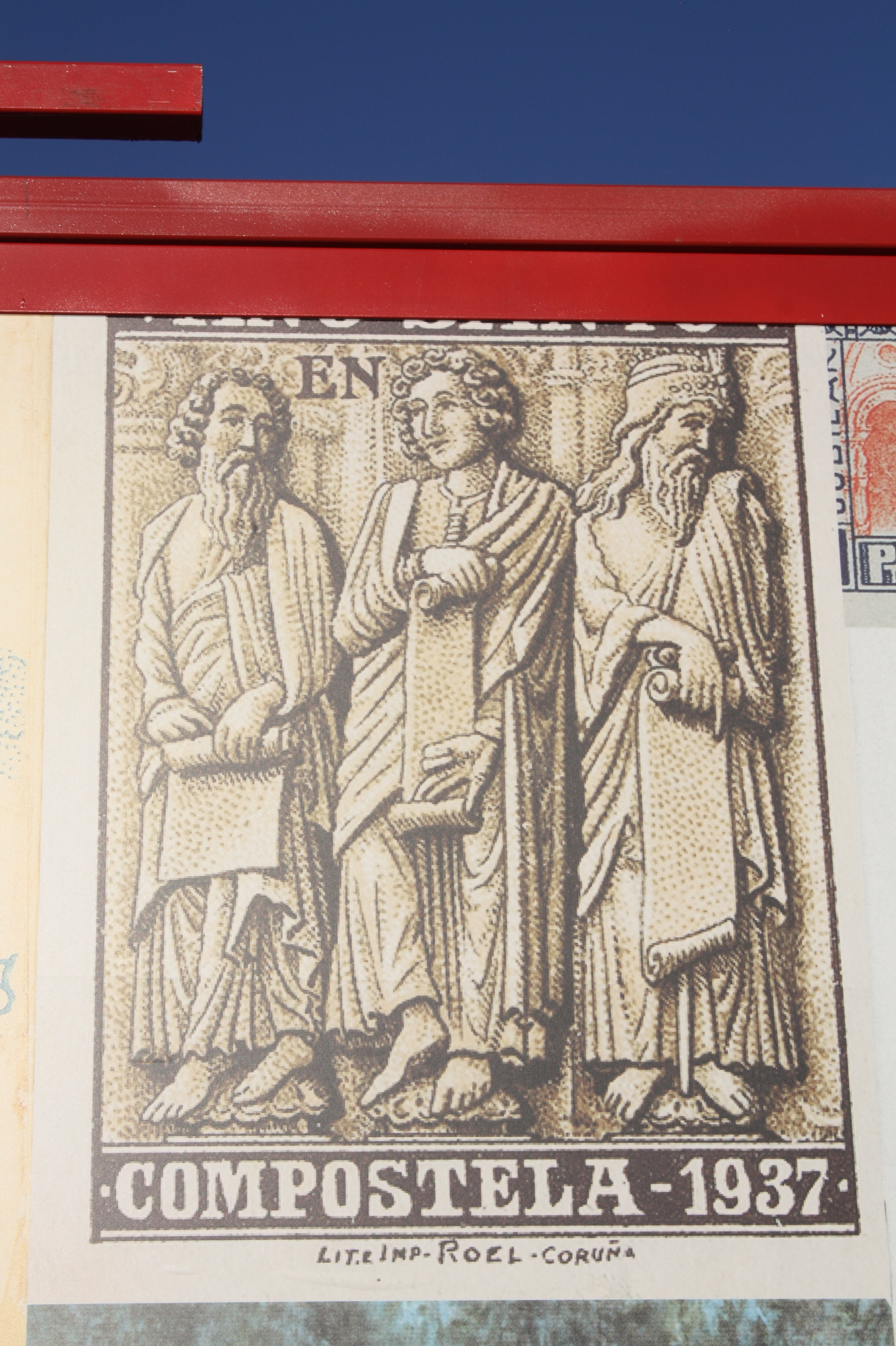

1937년은 금요일로 시작하는 평년이다.

## 연호
- 대한민국 임시정부(大韓民國 臨時政府) 대한민국(大韓民國) 19년
- 중화민국(中華民國) 민국(民國) 26년
- 만주국(滿州國) 강덕(康德) 4년
- 일본(日本) 쇼와(昭和) 12년
- 응우옌 왕조(阮朝) 바오다이(保大) 12년

## 기년
- 만주국(滿洲國) 강덕제(康德帝) 6년
- 응우옌 왕조(阮朝) 보대제(保大帝) 12년

## 사건
- 1월 - 일본에서 조선노동동흥회 해체
- 1월 3일 - 미국 샌프란시스코에서 대한국민회 대표회의 개최
- 1월 17일 - 중국 상하이에서 무정부청년동맹 및 흑색공포당 수령 김성수 체포
- 1월 29일 - 부산 조선방직공장 직공 3000여명, 임금인상 요구하며 파업
- 1월 31일 - 대구비행장 설치
- 2월 - 조선혁명당이 중국 국민당 삼중대회에서 한국혁명 원조 등을 요청
- 2월 16일 - 백백교 사건에 관련된 교단 간부들 검거
- 2월 20일 - 최승희, 서울 부민관에서 유럽순회공연 출국기념 고별무용회 개최.
- 3월 9일 - 경성-봉천 간 직통전화 개통
- 3월 15일 - 강원도 춘천에서 남궁태, 용환각 등이 항일비밀결사 독서회 조직
- 3월 18일 - 조선총독부가 각 관서에 집무 중에는 일본어를 사용하도록 지시
- 3월 31일 - 김말봉 장편 <찔레꽃>이 <조선일보>에 연재
- 4월 - 조선물산장려회 강제해산
- 4월 1일 - 함흥사범학교 개교
- 4월 10일 - 에어 캐나다 설립.
- 4월 15일 - 조선 천주교가 전주교구와 광주교구 설치
- 5월 1일 - 경부선 영등포역을 남경성역으로, 경원선 청량리역을 동경성역으로 개명
- 5월 6일 - 독일 비행선 LZ 129 힌덴부르크 공항 계류 도중 폭발. (힌덴부르크 참사)
- 5월 11일 - 일본 척무성, 만주국에 한인노동자 10만 명 이주 결정
- 5월 28일 - 체임벌린이 영국의 총리로 취임.
- 6월 5일 - 청진방송국 개국
- 6월 6일 - 치안유지법 위반 혐의로 수양동우회 회원 150여명 투옥
- 6월 8일 - 백백교 사건 피해자 시신 380명 발굴
- 6월 22일 - 제2차 백백교 사건
- 7월 7일 - 노구교 사건 발생. 중일전쟁 발발.(~ 1945년)
- 7월 하순 - 조선어학회, <표준말 모음> 발간
- 7월 15일 - 대한민국 임시정부, 중국 전장에서 국무회의 개최, 군무부에 군사위 설치 결정
- 8월 1일 - 우익 진영이 한국광복전선 결성, 좌익 진영은 조선민족전선 결성
- 8월 20일 - 일제강점기: 친일여성단체 애국금차회 결성, 금비녀 헌납 운동 시작.
- 8월 21일 - 중화민국과 소련, 불가침조약 체결.
- 8월 22일 - 일제강점기: 일본, 서울 전역에 등화관제 실시
- 9월 - 조선총독부가 군수공업동원법 실시 결정
- 9월 6일 - 광주의 숭일학교, 수피아학교, 목포의 정명학교, 영흥학교가 신사참배 거부로 폐교 조치됨
- 9월 14일 - 조선총독부, 군수동원법 실시 결정
- 9월 22일 - 중국 국민당과 중국 공산당 사이에 제2차 국공합작이 성립되다. 장제스의 담화를 통해 중국 공산당의 합법화와 국공합작의 성립을 승인함.
- 9월 27일 - 순천의 매산학교와 매산여학교, 담양의 광덕학교가 신사참배 거부로 폐교 조치됨
- 10월 1일 - 조선총독부, 황국신민서사 제정 및 전국 시행 강요
- 10월 8일 - 황국신민체조 제정
- 11월
  - 임시정부가 본부를 전장에서 후난성 창사로 이전
  - 덕수궁미술관 준공
- 11월 5일 - 조선중앙일보 폐간
- 11월 9일 - 전문학교 대학생에 단발령 실시
- 11월 21일 - 톨킨의 소설 《호빗》 출판
- 11월 25일 - 조선 전국 1,400여개 시장 장날에 양력 사용 결정
- 11월 26일 - 동해북부선 간성-양양 구간 개통
- 12월 1일 - 재만주한국인의 치외법권 철폐
- 12월 3일 - 경성에 지하방공피난소, 방호수용소, 저수지 등 방공시설 착수
- 12월 23일 - 조선총독부가 일본 덴노의 사진을 각급 학교에 배부하여 경배하게 함
- 스탈린의 소수민족 강제이주정책 시행됨.
- 1937년 12월∼1938년 2월 - 난징대학살

## 탄생

### 1월
- 1월 1일
  - 대한민국의 의학자 주양자. (~2025년)
  - 대한민국의 전 신문기자 박영신.
- 1월 5일 - 일본의 정치인 고노 요헤이.
- 1월 6일 - 대한민국의 정치인 황승민. (~2003년)
- 1월 9일 - 일본의 전 야구 선수이자 야구 감독, 야구 평론가 모리 마사아키.
- 1월 10일 - 대한민국의 축구 선수, 축구 감독 차경복. (~2006년)
- 1월 14일 - 덴마크의 배우 벤트 메이딩. (~2024년)
- 1월 15일
  - 대한민국의 인혁당 사건의 피해자 이수병. (~1975년)
  - 영국의 기업인 데이비드 골드. (~2023년)
  - 대한민국의 성우 김계원. (~2012년)
- 1월 18일 - 일본의 체조 선수 엔도 유키오. (~2009년)
- 1월 19일
  - 일본의 기업인 사쿠라다 사토시. (~1997년)
  - 스웨덴의 왕녀 스웨덴 공주 비르지타. (~2024년)
- 1월 24일
  - 김정일의 아내 성혜림. (~2002년)
  - 미국의 정치인 데이브 오닐. (~2021년)
- 1월 30일
  - 대한민국의 외교관 홍순영. (~2014년)
  - 영국의 배우 버네사 레드그레이브.
  - 러시아의 체스 선수 보리스 스파스키. (~2025년)
- 1월 31일 - 미국의 작곡가 필립 글래스.

### 2월
- 2월 11일 - 프랑스의 소설가 마리즈 콩데. (~2024년)
- 2월 12일 - 이탈리아의 왕위 요구자 비토리오 에마누엘레 디 사보이아. (~2024년)
- 2월 13일 - 일본의전 축구 선수, 축구 감독 니노미야 히로시.
- 2월 14일
  - 대한민국의 법조인 안우만.
  - 대한민국의 법조인 최상엽. (~2025년)
- 2월 15일 - 이탈리아의 가수 파우스토 칠리아노. (~2022년)
- 2월 16일
  - 대한민국의 정치인 김원기.
  - 러시아의 수학자 유리 마닌. (~2023년)
- 2월 19일
  - 소련의 공산주의 정치인 보리스 푸고. (~1991년)
  - 잠비아의 제4대 대통령 루피아 반다. (~2022년)
- 2월 20일 - 대한민국의 정치인 전태홍. (~2005년)
- 2월 21일 - 노르웨이의 국왕 하랄 5세.
- 2월 23일 - 한국계 노르웨이의 기업인 이철호. (~2018년)
- 2월 25일
  - 구 소련의 정치인 예고르 스트로예프.
  - 미국의 육상 선수 톰 코트니. (~2023년)

### 3월
- 3월 3일
  - 대한민국의 기자, 정치인 권영자.
  - 대한민국의 정치인 김윤덕. (~2022년)
  - 일본의 축구 선수 호사카 쓰카사. (~2018년)
- 3월 6일
  - 미국의 남자 싱어송라이터 샘 새뮤디오.
  - 구 소련의 우주 비행사·정치인 발렌티나 테레시코바.
- 3월 8일 - 르완다의 대통령 쥐베날 하브자리마나. (~1994년)
- 3월 10일 - 대한민국의 배우 송재호. (~2020년)
- 3월 11일 - 브라질의 정치인 아로우지 지 올리베이라. (~2020년)
- 3월 19일 - 구 동독의 정치인 에곤 크렌츠.
- 3월 28일 - 대한민국의 정치인 이호동. (~1986년)
- 3월 29일 - 일본의 영화 감독 짓소지 아키오. (~2006년)
- 3월 30일 - 미국의 배우, 영화 감독 워런 비티.
- 3월 31일
  - 프랑스의 지구화학자, 정치인 클로드 알레그르. (~2025년)
  - 네덜란드의 가수, 배우 빌럼 다윈. (~2004년)

### 4월
- 4월 3일 - 캐나다의 영화배우 로렌스 데인. (~2022년)
- 4월 5일
  - 대한민국의 정치인, 제11대·제12대·제13대 국회의원 이재근. (~2009년)
  - 미국의 군인, 정치인 콜린 파월. (~2021년)
- 4월 6일
  - 미국의 가수 멀 해거드. (~2016년)
  - 미국의 배우 빌리 디 윌리엄스.
- 4월 13일 - 미국의 천문학자 제러마이아 P. 오스트라이커. (~2025년)
- 4월 15일 - 대한민국의 정치인 윤여훈.
- 4월 18일
  - 대한민국의 작사가 정두수. (~2016년)
  - 에드 패리시 샌더스. (~2022년)
- 4월 22일 - 미국의 영화 배우 잭 니콜슨.
- 4월 25일 - 스웨덴의 영화배우 보 브런딘. (~2022년)
- 4월 28일 - 이라크의 독재자 사담 후세인. (~2006년)
- 4월 29일
  - 대한민국의 공무원 이기욱.(~1983년)
  - 대한민국의 기업인 박용오. (~2009년)

### 5월
- 5월 1일 - 잉글랜드의 배우 우나 스텁스. (~2021년)
- 5월 5일
  - 대한민국의 기업인 겸 정치인 어준선. (~2022년).
  - 대한민국의 언론인 안종필. (~1980년)
  - 베트남의 제6대 국가주석 쩐득르엉. (~2025년)
- 5월 7일 - 대한민국의 만화가 박기정. (~2022년)
- 5월 8일
  - 미국의 소설가 토머스 핀천.
  - 대한민국의 영화배우 신성일. (~2018년)
  - 대한민국의 정치인 국종남. (~2024년)
- 5월 12일 - 미국의 희극인, 영화배우 조지 칼린. (~2008년)
- 5월 13일 - 미국의 소설가 로저 젤라즈니. (~1995년)
- 5월 14일 - 중화민국의 승려 정옌.
- 5월 15일 - 미국의 정치인 매들린 올브라이트. (~2022년)
- 5월 18일 - 미국의 야구 선수 브룩스 로빈슨. (~2023년)
- 5월 20일 - 대한민국의 정치인 신상우. (~2012년)
- 5월 21일 - 대한민국의 정치인 곽정출. (~2019년)
- 5월 22일 - 프랑스의 배우, 가수 기 마르샹. (~2023년)
- 5월 29일
  - 대한민국의 기업인 서상록. (~2014년)
  - 일본의 가수, 배우 미소라 히바리. (~1989년)

### 6월
- 6월 1일 - 미국의 영화 배우 모건 프리먼.
- 6월 2일 - 일본의 기업인 이데이 노부유키. (~2022년)
- 6월 4일 - 대한민국의 개신교 목회자 김명혁. (~2024년)
- 6월 9일 - 대한민국의 정치인 문희갑.
- 6월 11일
  - 미국의 수학자 데이비드 멈퍼드.
  - 미국의 영화배우 자니 브라운. (~2022년)
  - 오스트레일리아의 병리학자 로빈 워런. (~2024년)
- 6월 13일 - 독일의 극작자 폴커 루트비히.
- 6월 16일
  - 대한민국의 국회의원, 정치인 조기상. (~2021년)
  - 대한민국의 군인 겸 정치인 이양호. (~2020년)
  - 불가리아의 마지막 국왕, 총리 시메온 삭스코부르크고츠키.
- 6월 23일 - 핀란드의 정치가 마르티 아티사리. (~2023년)
- 6월 25일 - 제16대 쿠웨이트 에미르 나와프 알아흐마드 알자베르 알사바. (~2023년)
- 6월 26일
  - 대한민국의 정치인 조경목. (~2024년)
  - 태국의 영화배우 솜밧 메타니. (~2022년)

### 7월
- 7월 3일 - 영국의 극작가 톰 스토파드.
- 7월 4일 - 대한민국의 방송인, 스포츠 캐스터 서기원. (~2023년)
- 7월 6일
  - 독일의 언론인 위르겐 힌츠페터. (~2016년)
  - 아이슬란드의 피아니스트·지휘자 블라디미르 아슈케나지.
  - 잠비아의 제5대 대통령 마이클 사타. (~2014년)
- 7월 7일
  - 홍콩의 행정장관 둥젠화.
  - 일본의 소설가, 작가 시오노 나나미.
- 7월 8일
  - 대한민국의 정치인 주돈식. (~2022년)
  - 대한민국의 신흥 종교 연구가 탁명환. (~1994년)
- 7월 12일 - 미국의 희극인 빌 코스비.
- 7월 14일 - 일본의 총리 모리 요시로.
- 7월 25일 - 대한민국의 교육인 홍성대.
- 7월 28일
  - 대한민국의 배우 박병호.
  - 대한민국의 농민운동가, 민주화 운동가, 국회의원 서경원.
- 7월 29일 - 미국의 경제학자 대니얼 맥패든.

### 8월
- 8월 1일 - 대한민국의 언론인 현소환. (~2018년)
- 8월 2일
  - 일본의 비디오 예술가 구보타 시게코. (~2015년)
  - 캐나다의 연주가 가스 허드슨. (~2025년)
- 8월 4일
  - 대한민국의 언론인, 정치인 최시중.
  - 대한민국의 배우 유순철.
- 8월 5일 - 대한민국의 정치인 손문주. (~2007년)
- 8월 8일 - 미국의 영화 배우 더스틴 호프먼.
- 8월 10일 - 러시아의 정치인 아나톨리 솝차크. (~2000년)
- 8월 16일 - 대한민국의 배우 민지환.
- 8월 18일 - 대한민국의 영화감독 겸 시나리오 작가 최하원.
- 8월 19일 - 대한민국의 교육인 이상주. (~2023년)
- 8월 20일
  - 대한민국의 생물학자 박상대. (~2024년)
  - 러시아의 영화감독 안드레이 콘찰롭스키.
  - 스코틀랜드의 싱어송라이터 로니 브라운.
- 8월 23일 - 대한민국의 역사학자 이이화. (~2020년)
- 8월 26일 - 구 소련의 정치인 겐나디 야나예프. (~2010년)
- 8월 28일 - 대한민국의 정치인 천용택.
- 8월 29일 - 대한민국의 교육인 최성호.
- 8월 31일 - 태국의 작곡가 촌라티 탄텅. (~2023년)

### 9월
- 9월 3일 - 일본의 야구 선수 도이 쇼스케.
- 9월 4일 - 미국의 배우 니컬러스 워스. (~2007년)
- 9월 5일 - 미국의 배우 윌리엄 드베인.
- 9월 9일 - 대한민국의 정치인 유재건. (~2022년)
- 9월 10일 - 대한민국의 아동문학가 권정생. (~2007년)
- 9월 11일 - 소련과 러시아의 가수 이오시프 코브존. (~2018년)
- 9월 15일
  - 대한민국의 정치인 윤석순. (~2021년)
  - 아르헨티나의 정치인 페르난도 데 라 루아. (~2019년)
- 9월 16일 - 소련의 레슬링 선수 알렉산드르 메드베디. (~2024년)
- 9월 17일 - 미국의 야구 선수 올랜도 세페다. (~2024년)
- 9월 18일 - 대한민국의 법조인 고중석. (~2024년)
- 9월 19일 - 대한민국의 정치인 유재건. (~2022년)
- 9월 21일 - 프랑스의 영화 감독 자노 슈와르크. (~2025년)
- 9월 24일 - 대한민국의 성우 이강식. (~2015년)
- 9월 26일 - 소련의 정치인 발렌틴 파블로프.
- 9월 27일 - 스페인의 배우 호세 사크리스탄.
- 9월 28일 - 미국의 육상 선수 로버트 슐. (~2024년)

### 10월
- 10월 2일 - 이탈리아의 배우 로베르토 에를리츠카. (~2024년)
- 10월 3일 ~ 10월 4일 개천절 징검다리 연휴 (2일)
- 10월 4일 - 미국의 정치인, 휴스턴의 첫 흑인 시장 리 브라운.
- 10월 5일 - 대한민국의 무형문화재 장주원.
- 10월 6일 - 미국의 이탈리아계 생물학자 마리오 카페키.
- 10월 7일 - 홍콩의 소설가 시시. (~2022년)
- 10월 8일 - 대한민국의 공무원 출신 정치가 이계익. (~2016년)
- 10월 9일 ~ 10월 11일 한글날 징검다리 연휴 (3일)
- 10월 11일 - 영국의 축구 선수 보비 찰턴. (~2023년)
- 10월 15일
  - 대한민국의 군인 허화평.
  - 미국의 배우 린다 래빈. (~2024년)
- 10월 17일 - 일본의 건축가 다니구치 요시오. (~2024년)
- 10월 20일 - 대한민국의 배우 김상순. (~2015년)
- 10월 22일 - 미국의 영화감독 앨런 래드 주니어. (~2022년)
- 10월 27일 - 미국의 배우 라라 파커. (~2023년)
- 10월 30일 - 프랑스의 영화 감독 클로드 를루슈.

### 11월
- 11월 4일 - 미국의 배우 로레타 스윗.
- 11월 8일 - 유고슬라비아의 축구 선수 및 지도자 드라고슬라브 셰쿨라라츠. (~ 2019년)
- 11월 12일
  - 대한민국의 법조인 정광진. (~2023년)
  - 미국의 군인, 우주비행사 리처드 H. 트룰리. (~2024년)
- 11월 28일 - 대한민국의 정치인 이상하. (~2005년)
- 11월 30일
  - 영국의 영화감독 리들리 스콧.
  - 러시아의 작곡가 예두아르트 아르테미예프. (~2022년)

### 12월
- 12월 3일 - 대한민국의 정치인 김정수.
- 12월 7일 - 대한민국의 방송 MC 이종환. (~2013년)
- 12월 12일
  - 조선민주주의인민공화국의 정치인 김영대.
  - 미국의 가수, 영화배우 카니 프랜시스.
- 12월 16일 - 일본의 축구 선수 가마타 미쓰오.
- 12월 20일 - 대한민국의 신문기자 김창모. (~?)
- 12월 21일
  - 미국의 배우 제인 폰다.
  - 이스라엘의 정치인 다비드 레비. (~2024년)
- 12월 22일 - 러시아의 아동 문학가 예두아르트 우스펜스키. (~2018년)
- 12월 25일
  - 대한민국의 노동 운동가 김금수. (~2022년)
  - 대한민국의 배우 박경득. (~2023년)
- 12월 28일 - 인도의 기업인 라탄 타타. (~2024년)
- 12월 30일 - 영국의 축구 선수 고든 뱅크스. (~2019년)
- 12월 31일 - 영국의 배우 앤서니 홉킨스.

### 미상
- 대한민국의 법조인 김문희.
- 대한민국의 화각, 교수 김종학.
- 대한민국의 법조인 박종철.
- 대한민국의 성우 윤미림. (~2020년)
- 보츠와나의 작가 베시 헤드. (~1986년)
- 대한민국의 바둑 기사 김정학.
- 대한민국의 약사, 제6대 의원 김형태.
- 대한민국의 공무원 임종국.
- 일본의 희극인, 배우 이토 시로.

## 사망

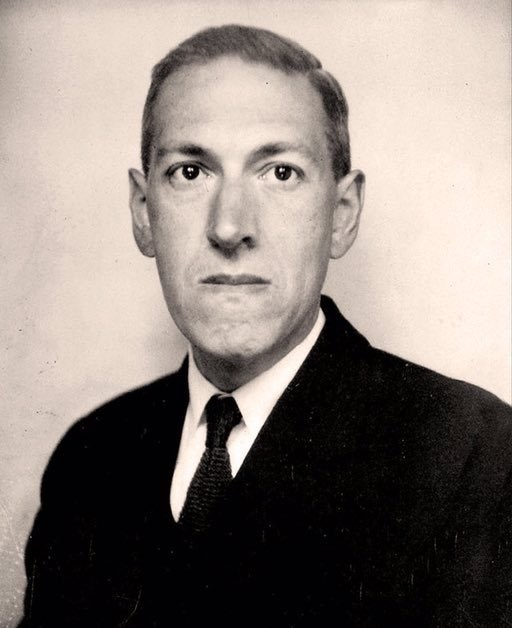
H. P. 러브크래프트

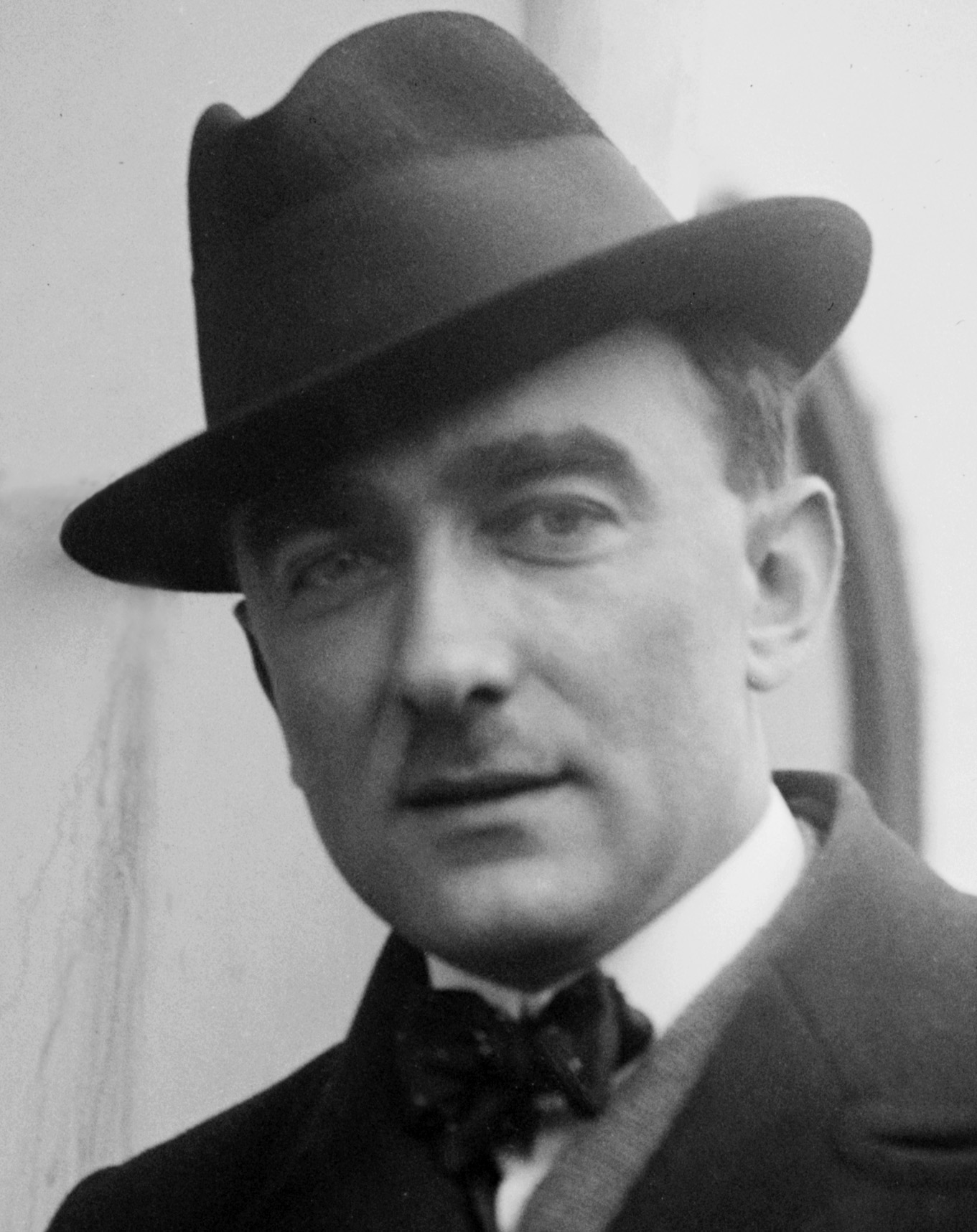
카롤 시마노프스키

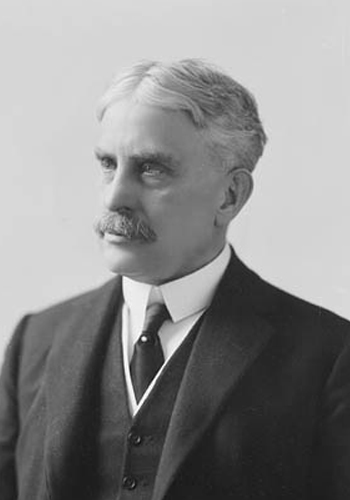
로버트 보든

- 2월 17일 - 대한민국의 독립운동가 고이허. (1902년~)
- 3월 15일 - 미국의 소설가 H. P. 러브크래프트. (1890년~)
- 3월 29일 - 폴란드의 작곡가 카롤 시마노프스키. (1882년~)
- 3월 29일 - 대한민국의 소설가 김유정. (1908년~)
- 4월 13일 - 대한민국의 독립운동가 김동삼. (1878년~)
- 4월 17일 - 대한민국의 작가, 소설가 이상. (1910년~)
- 6월 10일 - 캐나다의 총리 로버트 보든. (1854년~)
- 6월 12일 - 구 소련의 군인 미하일 투하쳅스키. (1893년~)
- 7월 9일 - 미국의 사회운동가 올리버 로. (1899년~)
- 7월 11일 - 미국의 작곡가 조지 거슈윈. (1898년~)
- 7월 20일 - 이탈리아 과학자, 발명가 굴리엘모 마르코니. (1874년~)
- 8월 9일 - 대한민국의 독립운동가, 영화배우 나운규. (1902년~)
- 10월 14일 - 체코슬로바키아의 정치인, 철학자, 언론인 토마시 가리크 마사리크. (1850년~)
- 12월 28일 - 프랑스의 작곡가 모리스 라벨. (1875년~)

## 노벨상
- 문학상:
- 물리학상:클린턴 조지프 데이비슨, 조지 패짓 톰슨
- 생리학 및 의학상:
- 평화상:
- 화학상:

## 달력
| 1월 |    |    |    |    |    |    |
| 일  | 월 | 화 | 수 | 목 | 금 | 토 |
|     |    |    |    |    | 1  | 2  |
| 3   | 4  | 5  | 6  | 7  | 8  | 9  |
| 10  | 11 | 12 | 13 | 14 | 15 | 16 |
| 17  | 18 | 19 | 20 | 21 | 22 | 23 |
| 24  | 25 | 26 | 27 | 28 | 29 | 30 |
| 31  |    |    |    |    |    |    |

| 2월 |    |    |    |    |    |    |
| 일  | 월 | 화 | 수 | 목 | 금 | 토 |
|     | 1  | 2  | 3  | 4  | 5  | 6  |
| 7   | 8  | 9  | 10 | 11 | 12 | 13 |
| 14  | 15 | 16 | 17 | 18 | 19 | 20 |
| 21  | 22 | 23 | 24 | 25 | 26 | 27 |
| 28  |    |    |    |    |    |    |

| 3월 |    |    |    |    |    |    |
| 일  | 월 | 화 | 수 | 목 | 금 | 토 |
|     | 1  | 2  | 3  | 4  | 5  | 6  |
| 7   | 8  | 9  | 10 | 11 | 12 | 13 |
| 14  | 15 | 16 | 17 | 18 | 19 | 20 |
| 21  | 22 | 23 | 24 | 25 | 26 | 27 |
| 28  | 29 | 30 | 31 |    |    |    |

| 4월 |    |    |    |    |    |    |
| 일  | 월 | 화 | 수 | 목 | 금 | 토 |
|     |    |    |    | 1  | 2  | 3  |
| 4   | 5  | 6  | 7  | 8  | 9  | 10 |
| 11  | 12 | 13 | 14 | 15 | 16 | 17 |
| 18  | 19 | 20 | 21 | 22 | 23 | 24 |
| 25  | 26 | 27 | 28 | 29 | 30 |    |

| 5월 |    |    |    |    |    |    |
| 일  | 월 | 화 | 수 | 목 | 금 | 토 |
|     |    |    |    |    |    | 1  |
| 2   | 3  | 4  | 5  | 6  | 7  | 8  |
| 9   | 10 | 11 | 12 | 13 | 14 | 15 |
| 16  | 17 | 18 | 19 | 20 | 21 | 22 |
| 23  | 24 | 25 | 26 | 27 | 28 | 29 |
| 30  | 31 |    |    |    |    |    |

| 6월 |    |    |    |    |    |    |
| 일  | 월 | 화 | 수 | 목 | 금 | 토 |
|     |    | 1  | 2  | 3  | 4  | 5  |
| 6   | 7  | 8  | 9  | 10 | 11 | 12 |
| 13  | 14 | 15 | 16 | 17 | 18 | 19 |
| 20  | 21 | 22 | 23 | 24 | 25 | 26 |
| 27  | 28 | 29 | 30 |    |    |    |

| 7월 |    |    |    |    |    |    |
| 일  | 월 | 화 | 수 | 목 | 금 | 토 |
|     |    |    |    | 1  | 2  | 3  |
| 4   | 5  | 6  | 7  | 8  | 9  | 10 |
| 11  | 12 | 13 | 14 | 15 | 16 | 17 |
| 18  | 19 | 20 | 21 | 22 | 23 | 24 |
| 25  | 26 | 27 | 28 | 29 | 30 | 31 |

| 8월 |    |    |    |    |    |    |
| 일  | 월 | 화 | 수 | 목 | 금 | 토 |
| 1   | 2  | 3  | 4  | 5  | 6  | 7  |
| 8   | 9  | 10 | 11 | 12 | 13 | 14 |
| 15  | 16 | 17 | 18 | 19 | 20 | 21 |
| 22  | 23 | 24 | 25 | 26 | 27 | 28 |
| 29  | 30 | 31 |    |    |    |    |

| 9월 |    |    |    |    |    |    |
| 일  | 월 | 화 | 수 | 목 | 금 | 토 |
|     |    |    | 1  | 2  | 3  | 4  |
| 5   | 6  | 7  | 8  | 9  | 10 | 11 |
| 12  | 13 | 14 | 15 | 16 | 17 | 18 |
| 19  | 20 | 21 | 22 | 23 | 24 | 25 |
| 26  | 27 | 28 | 29 | 30 |    |    |

| 10월 |    |    |    |    |    |    |
| 일   | 월 | 화 | 수 | 목 | 금 | 토 |
|      |    |    |    |    | 1  | 2  |
| 3    | 4  | 5  | 6  | 7  | 8  | 9  |
| 10   | 11 | 12 | 13 | 14 | 15 | 16 |
| 17   | 18 | 19 | 20 | 21 | 22 | 23 |
| 24   | 25 | 26 | 27 | 28 | 29 | 30 |
| 31   |    |    |    |    |    |    |

| 11월 |    |    |    |    |    |    |
| 일   | 월 | 화 | 수 | 목 | 금 | 토 |
|      | 1  | 2  | 3  | 4  | 5  | 6  |
| 7    | 8  | 9  | 10 | 11 | 12 | 13 |
| 14   | 15 | 16 | 17 | 18 | 19 | 20 |
| 21   | 22 | 23 | 24 | 25 | 26 | 27 |
| 28   | 29 | 30 |    |    |    |    |

| 12월 |    |    |    |    |    |    |
| 일   | 월 | 화 | 수 | 목 | 금 | 토 |
|      |    |    | 1  | 2  | 3  | 4  |
| 5    | 6  | 7  | 8  | 9  | 10 | 11 |
| 12   | 13 | 14 | 15 | 16 | 17 | 18 |
| 19   | 20 | 21 | 22 | 23 | 24 | 25 |
| 26   | 27 | 28 | 29 | 30 | 31 |    |

### 음양력 대조 일람
| 음력월 | 월건 | 대소 | 음력 1일의 양력 월일 | 음력 1일 간지 |
| ------ | ---- | ---- | -------------------- | ------------- |
| 1월    | 임인 | 대   | 2월 11일             | 기사          |
| 2월    | 계묘 | 소   | 3월 13일             | 기해          |
| 3월    | 갑진 | 소   | 4월 11일             | 무진          |
| 4월    | 을사 | 대   | 5월 10일             | 정유          |
| 5월    | 병오 | 소   | 6월 9일              | 정묘          |
| 6월    | 정미 | 소   | 7월 8일              | 병신          |
| 7월    | 무신 | 대   | 8월 6일              | 을축          |
| 8월    | 기유 | 소   | 9월 5일              | 을미          |
| 9월    | 경술 | 대   | 10월 4일             | 갑자          |
| 10월   | 신해 | 대   | 11월 3일             | 갑오          |
| 11월   | 임자 | 대   | 12월 3일             | 갑자          |
| 12월   | 계축 | 소   | 1938년 1월 2일       | 갑오          |